# Devario strigillifer
Devario strigillifer är en fiskart som först beskrevs av Myers 1924.  Devario strigillifer ingår i släktet Devario och familjen karpfiskar. IUCN kategoriserar arten globalt som otillräckligt studerad. Inga underarter finns listade i Catalogue of Life.